# Мейер, Алексей Петрович
Алексей Петрович Мейер (21.04.1896 — 02.01.1962) — советский военачальник, начальник военных школ, военный лётчик, полковник.

## Биография
Родился 21 апреля 1896 года в городе Аренсбурге (Курессааре), Сааремаа Эстляндской губернии Российской империи, остзейский немец. В 1916 году был призван в Русскую императорскую армию. Направлен на теоретические авиационные курсы при Петроградском политехническом институте (курс гидроавиации). В 1917 году командирован для обучения в Бакинской офицерской школе морской авиации. В Красной армии с 30 октября 1918 года. После окончания авиашколы получил звание морского лётчика направлен в тренировочный гидроотряд Балтийского моря лётчиком-инструктором. Участник Гражданской войны с 1919 по 1920 год на Западном фронте и Балтийском флоте. С 1921 года член РКП(б).
В конце зимы 1923 года окончил годичный курс переподготовки истребительной авиации, с марта 1923 года старший лётчик-инструктор 2-й военной школы лётчиков Красного Воздушного Флота в г. Борисоглебск.
С 1925 года - помощник начальника учебной части школы. В 1927 году служил в Высшей военной авиационной школе воздушного боя в Липецке и в 3-й военной школе лётчиков и лётчиков-наблюдателей в Оренбурге. В начале 1929 года назначен помощником начальника 2-й военной школы лётчиков Красного Воздушного Флота в Борисоглебске, а с 15 мая 1929 года — начальником и военным комиссаром школы. С 27 ноября 1931 года — начальник и военный комиссар 14-й Военной школы лётчиков, организованной в Энгельсе для подготовки пилотов бомбардировочной авиации.
В 1934 году - слушатель годичного курса оперативного факультета Военно-воздушной академии РККА им. профессора Н. Е. Жуковского в Москве. 13 декабря 1935 года присвоено звание комбриг. Окончил ВВА им. Н. Е. Жуковского в феврале 1936 года и был назначен начальником и военным комиссаром 7-й Сталинградской военно-авиационной школы имени Сталинградского Краснознаменного пролетариата. В мае 1936 года за большой вклад в развитие авиации и подготовку командных и лётных кадров награждён орденом «Знак Почёта».
Делегат от Сталинградской области VIII Чрезвычайного Всесоюзного съезда Советов, где была принята новая Конституция СССР.
Во время Большого террора был репрессирован. Арестован 27 апреля 1938 года, 3 июня 1938 года уволен из РККА. После 2 лет следствия Военным трибуналом Северо-Кавказского военного округа 28 апреля был оправдан, и 14 мая 1940 года освобождён из-под стражи.
Восстановлен в кадрах РККА, назначен преподавателем кафедры тактики Военной академии командного и штурманского состава Военно-воздушных сил РККА, сформированной 29 марта 1940 года в посёлке Монино Московской области путём выделения из состава курсов усовершенствования начсостава Военно-воздушной академии имени Н. Е. Жуковского трёх факультетов: оперативного, командного и штурманского. Осенью 1940 года назначен командиром учебного лётного полка пятиэскадрильного состава в 73 самолёта, который был сформирован при академии для совершенствования лётного мастерства слушателей.
С августа 1941 года в должности преподавателя тактики. Позднее занимал различные командные и преподавательские должности на Авиационных курсах усовершенствования командного состава ВВС Красной Армии в Липецке. В 1944 году лни преобразованы в Липецкую высшую офицерскую авиационную школу ВВС Красной Армии. Занимался непосредственной подготовкой маршевых полков на Пе-2 на базе Липецкой школы. С марта 1943 года возглавил учебно-лётный отдел школы.
После окончания войны продолжил службу на руководящих должностях в военной школе лётчиков. 29 сентября 1951 года по состоянию здоровья в звании полковника ушёл в отставку.
Проживал в Краснодаре, умер 2 января 1962 года. Похоронен в Краснодаре.

## Звания
- Комбриг (13.12.1935 № 2601)

## Награды
- Орден Ленина (21.02.1945);
- Орден «Знак Почёта» (25.05.1936);
- Орден Красного Знамени (03.11.1944);
- Орден Красного Знамени (20.06.1949);
- Орден Красной Звезды (02.08.1944);
- Медаль «За победу над Германией в Великой Отечественной войне 1941—1945 гг.»;
- Юбилейная медаль «XX лет Рабоче-Крестьянской Красной Армии» (23.02.1938 г.).